# 蒋婉求
蒋婉求（1954年—），湖南祁阳人，汉族，中华人民共和国作曲家、政治人物，江苏省盐城市政协副主席，中国民主同盟盟员，全国人民代表大会江苏地区代表。
2008年起担任全国人大代表。2013年，被选为全国人大代表。